# Ziyaret, Lice
Ziyaret là một xã thuộc huyện Lice, tỉnh Diyarbakır, Thổ Nhĩ Kỳ. Dân số thời điểm năm 2008 là 647 người.